# Sarawut Yodyinghathaikul
Sarawut Yodyinghathaikul (thailändisch ศราวุฒิ ยอดยิ่งหทัยกุล, * 6. März 1999 in Chiangmai) ist ein thailändischer Fußballspieler.

## Karriere
Sarawut Yodyinghathaikul erlernte das Fußballspielen in der Jugendmannschaft von Chiangrai United. Hier unterschrieb er Ende 2017 auch seinen ersten Profivertrag. Der Verein aus Chiangrai spielte in der höchsten Liga des Landes, der Thai League. Als Jugendspieler kam er 2017 zweimal in der ersten Liga zum Einsatz. Die Hinserie 2018 wurde er an den Drittligisten Chiangrai City FC ausgeliehen. Die Rückserie 2018 spielte er bei JL Chiangmai United FC in der dritten Liga, der Thai League 3, in der Upper Region. Mit dem Verein wurde er Meister der Region und stieg in die zweite Liga auf. Nach dem Aufstieg kehrte er zu Chiangrai United zurück. 2019 absolvierte er mit Chiangrai ein Spiel in der ersten Liga. Anfang 2020 wurde er erneut zum Drittligisten Chiangrai City FC ausgeliehen. Ende Juni 2020 kehrte er nach der Ausleihe zum Erstligisten zurück. Im August 2021 wurde er erneut an den Drittligisten Chiangrai City ausgeliehen. Nach der Saison kehrte er zu Chiangrai zurück. Nach insgesamt sechs Ligaspielen für den Erstligisten wurde sein Vertrag nach der Saison 2022/23 nicht verlängert. Zu Beginn der Saison 2023/24 schloss er sich seinem ehemaligen Verein, den Drittligisten Chiangrai City FC, an. Im Dezember 2023 wurde sein Vertrag aufgelöst. Wo er von Anfang 2024 bis Mitte 2025 unter Vertrag stand, ist unbekannt. Im Juli 2025 nahm ihn der in der Northern Region spielende Drittligist Chiangmai FC unter Vertrag.

## Erfolge
JL Chiangmai United FC
- Thai League 3 – Upper Region: 2018  ▲

Chiangrai United
- Thailändischer Pokalsieger: 2020/21